# Pagan (Insel)
Pagan (cham. Pågan; engl.: Pagan Island; spanisch (veraltet): San Ignacio) ist eine Vulkaninsel im Pazifischen Ozean. Sie gehört geographisch zur Inselgruppe der Marianen und politisch zum Commonwealth der Nördlichen Marianen, einem Außengebiet der Vereinigten Staaten. Die Insel ist seit einem Vulkanausbruch 1981 weitgehend unbewohnt.

## Geographie
Pagan liegt etwa 320 Kilometer nördlich von Saipan, der Hauptinsel der Nördlichen Marianen, und ist mit 47,23 km² die viertgrößte Insel des Commonwealths. Pagan ist eine Doppelinsel und besteht aus zwei aktiven, etwa 570 Meter hohen Stratovulkanen, die durch einen ungefähr 600 Meter schmalen Isthmus miteinander verbunden sind.
Der südliche Vulkan liegt in einer Caldera mit etwa vier Kilometern Durchmesser; sein länglicher Gipfel setzt sich aus vier Kratern zusammen. Der Südteil der Insel mit einer Breite von etwa drei Kilometern fällt in steilen Hängen mit zahlreichen Klippen zur Küste ab. Der letzte gesichert bekannte Ausbruch des südlichen Vulkans war 1864. 1992 waren mehrere Fumarolen aktiv.
Mount Pagan im bis zu sechs Kilometer breiten Nordteil der Insel ist der in historischer Zeit weitaus aktivere Vulkan. Frühere Eruptionen sind vor allem für den Zeitraum zwischen den 1820er und 1920er Jahren dokumentiert. Bei Ausbrüchen in den Jahren 1872 bis 1873 und 1925 traten Lavaströme aus. Der Vulkan liegt im Zentrum einer Caldera mit einem Durchmesser von ungefähr sechs Kilometern, die große Teile der Nordinsel einnimmt. Die Caldera stürzte vermutlich im Holozän ein und wurde durch die nachfolgenden Vulkanausbrüche wieder aufgefüllt.
Westlich des Mount Pagan liegt eine Senke mit etwa zwei Kilometer Durchmesser, die anhand umliegender Ablagerungen von phreatomagmatischen Explosionen als Maar gedeutet wird. Eruptionen im Bereich des Maars ereigneten sich um 1800 sowie ungefähr im 14. Jahrhundert. Im Maar befindet sich mit der Laguna Sanhalom (auch Inner Lake) ein See, der in den 1970er Jahren eine Fläche von 17 Hektar und eine maximale Tiefe von 23 Metern hatte. Ein zweiter See, Laguna Sanhiyon oder Lake Laguna, mit einer Fläche von 16 Hektar und einer maximalen Tiefe von 20 Metern befindet sich direkt an der Westküste der Nordinsel. Beide Gewässer enthalten Brackwasser; im Fall der Laguna Sanhalom wird dies auf Thermalquellen zurückgeführt; in die Laguna Sanhiyon kann bei hohem Seegang Meerwasser eindringen.
Das Klima der Insel Pagan wird vom Nordost-Passat geprägt, der außer im späten Frühjahr und Frühsommer für häufige kräftige Schauer sorgt. Der durchschnittliche Jahresniederschlag liegt bei 1800 bis 2000 Millimeter. Vor allem zwischen August und Dezember kann es zu Taifunen kommen. Die durchschnittliche Jahrestemperatur wird auf ungefähr 28 °C geschätzt.

## Geschichte
Archäologische Funde deuten auf eine Besiedlung Pagans einige Jahrhunderte v. u. Z. hin. Aus europäischer Sicht wurde die Insel 1669 durch den spanischen Missionar Diego Luis de Sanvitores entdeckt. Die Insel war von Chamorros bewohnt; 1695 wurden alle Bewohner nach Saipan in ca. 300 km Entfernung deportiert und von dort drei Jahre später nach Guam.
Bis 1899 spanische Kolonie, war Pagan ab den 1850er Jahren an Unternehmen verpachtet. In den 1870er Jahren wurden erste Kokosplantagen angelegt. Um 1880 war Adolph Capelle, ein Kaufmann aus Braunschweig, Pächter der Insel. Er exportierte Kopra und beschäftigte etwa 20 Saisonarbeiter auf der Insel, die von der Inselgruppe der Karolinen stammten und ihren Hauptwohnsitz auf den Inseln Saipan oder Guam hatten.
Nach dem Verkauf der nördlichen Marianen an das Deutsche Reich 1899 war Pagan bis 1914 Teil der Kolonie Deutsch-Neuguinea. In dieser Zeit war die Insel an die Pagan-Gesellschaft verpachtet. Die Gesellschaft, die vorwiegend mit Kopra handelte, war von zwei Chamorros und einem Japaner gegründet worden; 1905 wurde statt des Japaners ein Deutscher Gesellschafter. Als der deutsche Bezirksamtmann Georg Fritz im Mai 1901 die Insel besuchte, lebten 137 Menschen in den 30 Hütten einer Arbeiterniederlassung an der Westküste des nördlichen Inselteils. Jährlich wurden 200 Tonnen Kopra gewonnen. In geringerem Umfang wurden auch Mais, Süßkartoffeln, Ananas und Bananen angebaut. Im Juli und September 1905, im September 1907 sowie im Dezember 1913 zerstörten schwere Taifune die Kokospflanzungen fast vollständig. Hierdurch geriet die Pagan-Gesellschaft in wirtschaftliche Schwierigkeiten, so dass die Pflanzungen nicht mehr systematisch bewirtschaft werden konnten. Nach Schätzungen von 1912 waren auf Pagan 385 Hektar Kokospflanzungen vorhanden.
Zu Beginn des Ersten Weltkriegs sammelten sich Schiffe des deutschen Ostasiengeschwaders bei Pagan, um von hier nach Südamerika aufzubrechen. Japan besetzte die Insel noch 1914 und verwaltete sie von 1919 bis 1944 als Teil des Japanischen Südseemandats, ein Mandatsgebiet des Völkerbundes. Im Zweiten Weltkrieg sicherte Japan die Insel militärisch. Bei der Kapitulation Pagans Anfang September 1945 lebten 3200 Menschen auf der Insel; hierunter waren 2600 japanische Militärs und 300 japanische Zivilisten. 300 Menschen, die von der Insel Saipan stammten, arbeiteten in der Landwirtschaft, vor allem in Kokosplantagen. 1939 und 1940 wurden schätzungsweise 1500 Tonnen Kopra pro Jahr exportiert; weitere Exportprodukte waren Baumwolle sowie Süßkartoffeln. Auf der Insel wurden Seile hergestellt und in geringem Umfang Schwefel abgebaut. In der Zeit der japanischen Herrschaft entstanden zahlreiche Häuser, Kasernen und Geschäfte, vor allem im Dorf Shomushon im Nordwesten, aber auch im Bereich der beiden Seen sowie entlang der Küste. Noch in der Gegenwart finden sich auf der Insel zahlreiche Spuren der japanischen Besatzung und des Zweiten Weltkrieges.
Nach Kriegsende unterhielt die US Navy eine kleine Einrichtung auf Pagan. Die Bevölkerung nahm zunächst drastisch, später langsamer ab. Ab 1950 lebten die meisten Bewohner in einer Siedlung nördlich der Laguna Sanhiyon, ehe die Bewohner Anfang der 1970er Jahre nach Shomushon an der Apaan-Bucht im Nordwesten der Insel zogen.

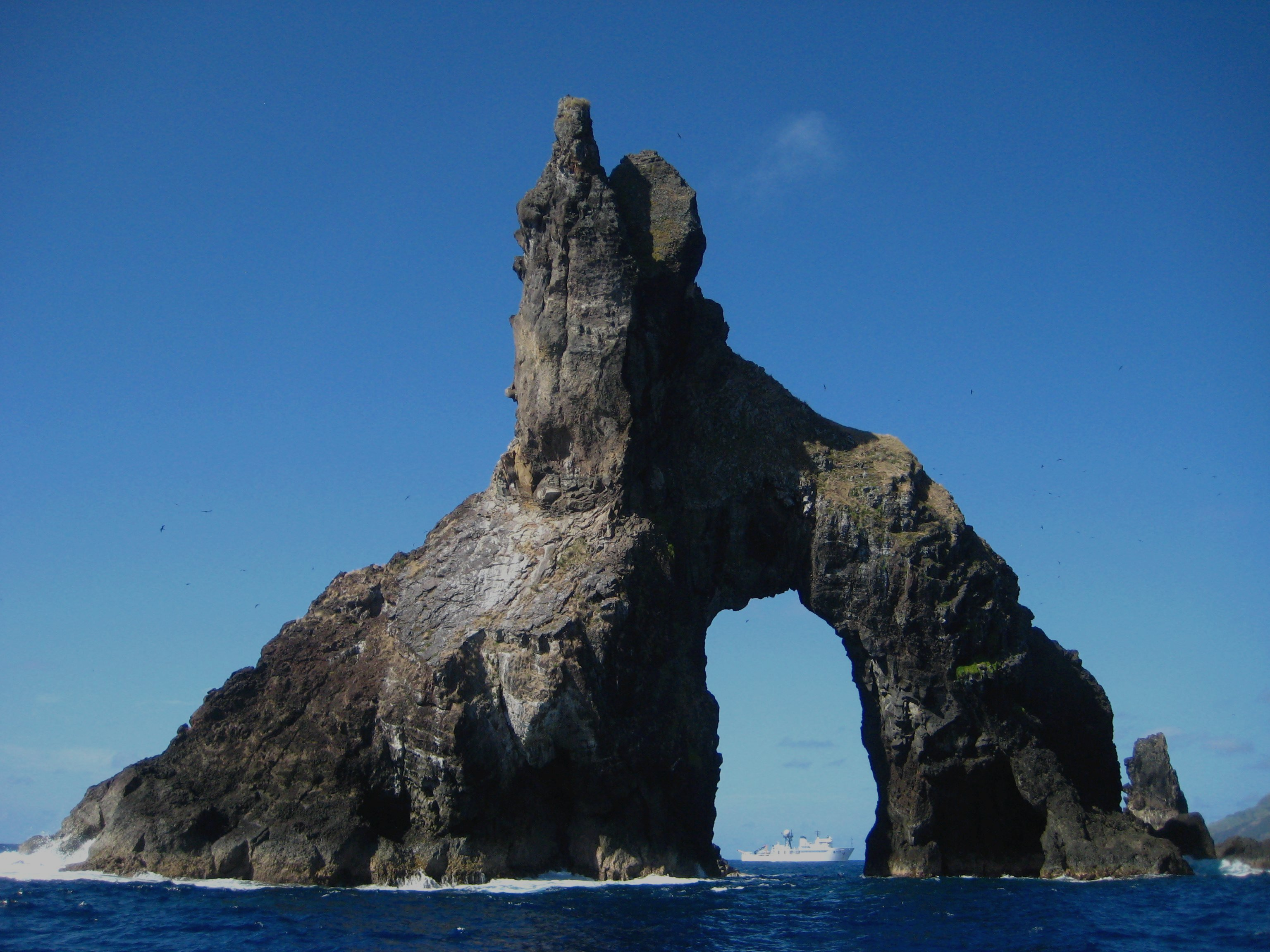
Felsen im Nordosten Pagans

Einer Bestandsaufnahme zufolge, die Anfang 1978 als Teil eines Entwicklungsplans fertiggestellt wurde, wohnten offiziell 85 Menschen aus neun Familien in Shomushon. Die tatsächliche Einwohnerzahl schwankte Ende 1977 zwischen 37 und 51 Personen aus sieben Familien, da sich einige Menschen vorübergehend oder dauerhaft auf der Hauptinsel Saipan aufhielten. An öffentlichen Einrichtungen waren in Shomushon eine Kirche, ein Kopra-Lager, eine Krankenstation sowie ein Schulhaus vorhanden. Krankenstation und Schulhaus waren Anfang der 1970er Jahre von den Seabees, einer Bautruppe der US Navy, als Sperrholzkonstruktionen erbaut worden und wiesen erhebliche bauliche Mängel auf. In der Schule wurden 13 Kinder der ersten sieben Klassen unterrichtet; ältere Schüler besuchten Schulen auf Saipan und wohnten dort bei Verwandten. Eine ebenfalls von den SeaBees gebaute Wasserversorgung war defekt; die Inselbewohner versorgten sich aus Zisternen, die aus der Zeit der japanischen Herrschaft stammten. Zur Stromversorgung standen zwei Aggregate mit einer Leistung von 20 kW sowie ein Notstromaggregat mit 10 kW zur Verfügung. Es gab keine geregelte Abwasser- und Abfallentsorgung; Hausmüll wurde in der Umgebung der Siedlung deponiert.
Der Bestandsaufnahme zufolge waren Lufttaxis das wichtigste Verkehrsmittel zwischen Pagan und der Hauptinsel Saipan. Es verkehrten kleine, zweimotorige Flugzeuge. Südlich der Siedlung war eine circa 750 Meter lange Landebahn vorhanden, die in der Zeit der japanischen Herrschaft gebaut worden war. Die Anlegestelle an der Apaan-Bucht war in einem schlechten baulichen Zustand und konnte nur von Schiffen mit geringem Tiefgang genutzt werden. Größere Schiffe ankerten im tieferen Teil der Bucht und wurden geleichtert. In der Krankenstation war ein Funkgerät vorhanden, das für Verwaltungszwecke, aber auch zur ärztlichen Beratung des Sanitäters der Insel genutzt wurde. Die ebenfalls in der Zeit der japanischen Herrschaft erbauten Straßen waren überwiegend in schlechtem Zustand. Auf der Insel waren zwei Jeeps, ein Traktor sowie ein Motorrad vorhanden. Die meisten Transporte auf der Insel erfolgten mit von Tieren gezogenen Karren.
Landwirtschaft und Fischerei bildeten die wirtschaftliche Basis der Inselbewohner, wobei der Deckung des eigenen Bedarfs eine wichtige Rolle zukam. Es gab schätzungsweise 200 Rinder und 400 Schweine auf Pagan. Zudem wurden verwilderte Ziegen gejagt. 1976 wurden rund 75 Tonnen Kopra verkauft, was einen Erlös von circa 13.000 US-Dollar einbrachte. In der Bestandsaufnahme wurde die geringe Menge an Kopra auf Schäden zurückgeführt, die der Taifun Jean 1968 verursacht hatte. Neben Kopra wurden Palmendiebe, eine Krebsart, sowie Flughunde nach Saipan verkauft. Die Flughunde waren die einzige endemische Säugetierart der Insel und wurden als Delikatesse gejagt. Händler aus Saipan suchten die Insel vierteljährlich per Schiff auf und verkauften Kleidung, Lebensmittel, Zigaretten, Alkohol oder Werkzeuge. In der Bestandsaufnahme wurde es für wahrscheinlich gehalten, dass die Inselbewohner bei diesen Einkäufen übervorteilt wurden.

## Vulkanausbrüche ab 1981

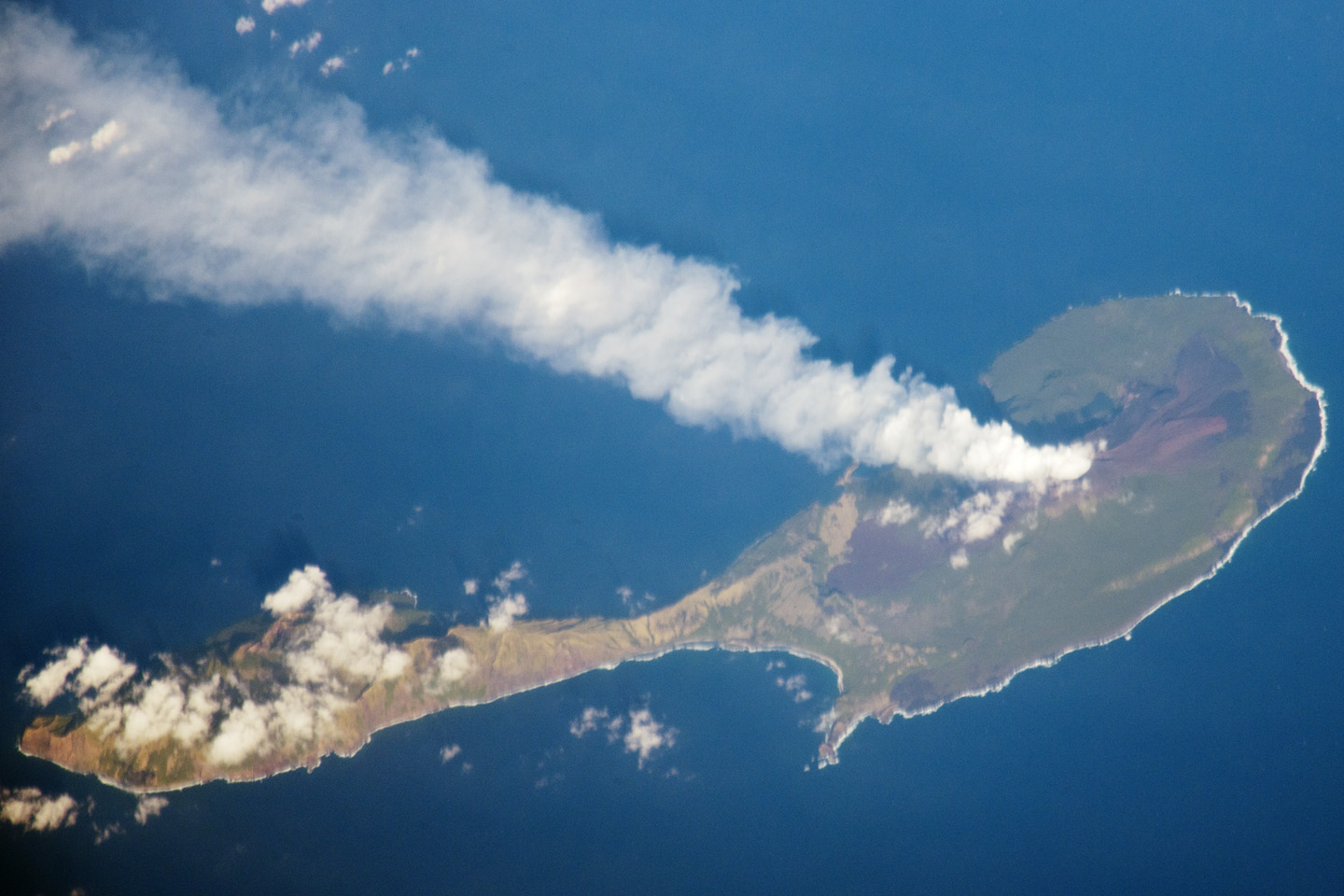
Dampffahne des Mount Pagan im März 2012 (Aufnahme aus der Internationalen Raumstation)

Am 15. Mai 1981 brach der Mount Pagan aus. Bei dem Ausbruch mit einer Stärke von vier auf dem Vulkanexplosivitätsindex (VEI) stieg eine Eruptionswolke auf, die nach unterschiedlichen Angaben eine Höhe von 13 bis 20 Kilometer erreichte. Am Vulkan traten zwei Lavaströme, die überwiegend aus ʻAʻā-Lava bestanden, aus und flossen Richtung Norden und Südwesten. Durch die Lavaströme wurden ein großer Teil der Ackerfläche auf der Insel und ein Teil der Landepiste überschüttet. Am 16. Mai wurden 53 Menschen per Schiff von der Insel evakuiert. Beim Ausbruch kam ein Teil des Viehs sofort um; weitere Tiere verhungerten später, da die Vegetation weitgehend zerstört wurde. Dem Ausbruch waren seit März 1981 Erdbeben vorangegangen, die häufiger wurden und zuletzt Gebäude beschädigten.
Der Vulkanausbruch dauerte bis 1985 an; zu weiteren, meist kleineren Ausbrüchen kam es 1987, 1988, 1992, 1993, 1996, 2006, 2009 sowie 2010. Auch nach 2010 traten Dampf und Gase aus dem Krater aus.
Mit der Evakuierung der Bevölkerung im Mai 1981 wurde der Verwaltungssitz der Gemeinde Northern Islands Municipality von Shomushon nach Saipan verlegt. Die Bewohner der Insel setzten sich in Petitionen für ihre Rückkehr nach Pagan ein. Dies wird von den Behörden unter Hinweis auf die anhaltende Bedrohung durch den Vulkan abgelehnt. 2007 gab es fünf saisonale Bewohner der Insel.
Nach Plänen einer japanischen Investorengruppe sollten auf Pagan Trümmer und Schutt deponiert werden, die beim Tsunami im März 2011 in Japan angefallen waren. Nach Protesten stellte die Investorengruppe die Pläne im Mai 2012 vorläufig zurück. Die Investorengruppe will weiterhin auf Pagan puzzolanische Vulkanasche abbauen. Gegen aktuelle Pläne des US-amerikanischen Militärs, die gesamte Insel als Munitionstest- und Bombenabwurfsgelände zu verwenden, regte sich vielfacher Protest, unter anderem von Umweltverbänden, die die Artenvielfalt der Insel herausstellen, aber auch die Rechte der Bewohner Pagans.
Die deutsche Schriftstellerin Judith Schalansky schilderte 2009 in ihrem Atlas der abgelegenen Inseln die Evakuierung der Bevölkerung Pagans nach dem Vulkanausbruch von 1981.